# Jelcz 014 Lux
Jelcz 014 Lux/Jelcz 015 Lux – autobus dalekobieżny produkowany przez Jelczańskie Zakłady Samochodowe. Model ten stanowi licencyjną odmianę czechosłowackiego autobusu Škoda 706 RTO LUX.

## Historia modelu
W 1964 roku w Jelczańskich Zakładach Samochodowych do produkcji wprowadzone zostały turystyczne modele Jelcz 014 Lux oraz Jelcz 015 Lux, które były kolejnymi odmianami autobusów produkowanych na licencji czechosłowackiej.
Nowe modele skonstruowane zostały na bazie autobusu Jelcz 043. W stosunku do wersji międzymiastowej wykonane z profili stalowych i osadzone na podłużnicowej ramie nadwozie modelu 014 Lux oraz 015 Lux wyposażone zostało w świetliki umieszczone w bocznych krawędziach dachu oraz przeciwmgielne reflektory zamontowane w zderzaku przednim. Dodatkowo modele te wyposażane były w ozdobne kołpaki kół. W prawej ścianie bocznej pojazdu pomiędzy przednią i tylną osią oraz na zwisie tylnym umieszczone zostały jednoskrzydłowe drzwi o szerokości 900 mm, prowadzące do wnętrza pojazdu. W lewej ścianie bocznej zastosowano natomiast drzwi przeznaczone dla kierowcy. Wnętrze o wysokości 1900 mm, przeznaczone zostało do przewozu 33 pasażerów na indywidualnych fotelach o konstrukcji rurowej pokrytych dermatoidem w przypadku modelu 014 Lux lub 42 pasażerów na kanapowych siedzeniach z Jelcza 043 w przypadku modelu 015 Lux. Z uwagi na niewielką pojemność podpodłogowych bagażników, do przewozu bagażu pasażerów przewidziane zostały wewnętrzne półki umieszczone nad oknami bocznymi oraz bagażnik dachowy.
Do napędu autobusu Jelcz 014 Lux i Jelcz 015 Lux zastosowano importowany z Czechosłowacji wyposażony w bezpośredni wtrysk paliwa, 6-cylindrowy, rzędowy silnik wysokoprężny typu Škoda 706RT o pojemności skokowej 11 781 cm³ i mocy maksymalnej 117,6 kW (160 KM). Jednostka napędowa zblokowana została z 5-biegową manualną, zsynchronizowaną skrzynią biegów. Przełożenie całkowite mostu napędowego wynosiło 4,88 (w modelu 015 Lux nawet 4,42) przez co autobus był szybszy od pozostałych odmian (z powodzeniem osiągał 85 a wersja 015 nawet 90 km/h). Silnik umieszczony został w przedniej części pojazdu nad osią kół przednich, napęd na koła tylne przekazywany był poprzez dwuczęściowy wał o konstrukcji rurowej. W układzie jezdnym zastosowano sztywną oś przednią o przekroju dwuteowym opartą na wzdłużnych półeliptycznych resorach piórowych oraz dwóch hydraulicznych amortyzatorach ramieniowych. Tylny most napędowy zawieszony został na półeliptycznych resorach piórowych, dodatkowo wspartych przez hydrauliczne amortyzatory ramieniowe. Układ kierowniczy ze ślimakową przekładnią kierowniczą wyposażony został w nadciśnieniową pompę wspomagającą typu AB 125.

## Jelcz 014 Lux w kulturze masowej
W filmie „Niebieskie jak Morze Czarne” wycieczka jedzie Jelczem 014 Lux do Bułgarii.